# Heterogeomys
Heterogeomys is een geslacht van zoogdieren uit de familie van de goffers (Geomyidae). De wetenschappelijke naam van het geslacht werd in 1895 gepubliceerd door Clinton Hart Merriam.

## Soorten
Er worden 7 soorten in dit geslacht geplaatst:
- Ondergeslacht Heterogeomys
  - Heterogeomys hispidus (Le Conte, 1852)
  - Heterogeomys lanius D. G. Elliot, 1905
- Ondergeslacht Macrogeomys
  - Heterogeomys cavator (Bangs, 1902)
  - Heterogeomys cherriei (J. A. Allen, 1893)
  - Heterogeomys dariensis (E. A. Goldman, 1912)
  - Heterogeomys heterodus (W. Peters, 1865)
  - Heterogeomys underwoodi (Osgood, 1931)